# Balázs (település)
Balázs (szlovákul: Baláže) község Szlovákiában, a Besztercebányai kerületben, a Besztercebányai járásban. Kallós tartozik hozzá.

## Fekvése
Besztercebányától 14 km-re északkeletre fekszik.

## Története
Már a bronzkorban is éltek itt emberek.
A település 1496-ban keletkezett, amikor a terület birtokosa, Thurzó János a Lupcsica-patak mellé a környéken kitermelt réz feldolgozására olvasztót építtetett. 1529-ben említik először, lakói kohászok, szénégetők, favágók voltak.
A 18. század végén Vályi András így ír róla: „BALÁS. Szent Balás. Tót falu Zólyom Vármegyében, birtokosa a’ Királyi Bányászi Kamara, lakosai katolikusok, fekszik Potkonitzának szomszédságában. Határja sovány.”
Fényes Elek 1851-ben kiadott geográfiai szótárában így ír a faluról: „Balás, tót falu, Zolyóm vgyében, Urvölgyéhez 1/2 óra, hegyek közt. 127 kath. lak., kik többnyire favágók és szénégetők. F. u. a kamara. Ut. p. Besztercze.”
A trianoni diktátumig területe Zólyom vármegye Besztercebányai járásához tartozott.
A második világháború alatt a szlovák ellenállási mozgalom egyik központja volt. 1945. március 20-án a németek a falut felégették. Újjáépítése a háború utáni Csehszlovákia egyik első lépése volt, melyben számos külföldi fiatal is részt vett. 1949-ben hozzácsatolták a szintén elpusztult Kallós területét.

## Népessége
| Év:            | 1994. | 2004.   | 2014.    | 2024.   |
| -------------- | ----- | ------- | -------- | ------- |
| Emberek száma: | 201   | 193     | 216      | 229     |
| Eltérés:       |       | -3,98 % | +11,91 % | +6,01 % |

| Év:            | 2023. | 2024.   |
| -------------- | ----- | ------- |
| Emberek száma: | 234   | 229     |
| Eltérés:       |       | -2,13 % |

1910-ben 282 lakosából 280 szlovák és 2 magyar anyanyelvű volt.
2001-ben 190 lakosából 188 szlovák volt.
2011-ben 208 lakosából 201 szlovák volt.

## Nevezetességei

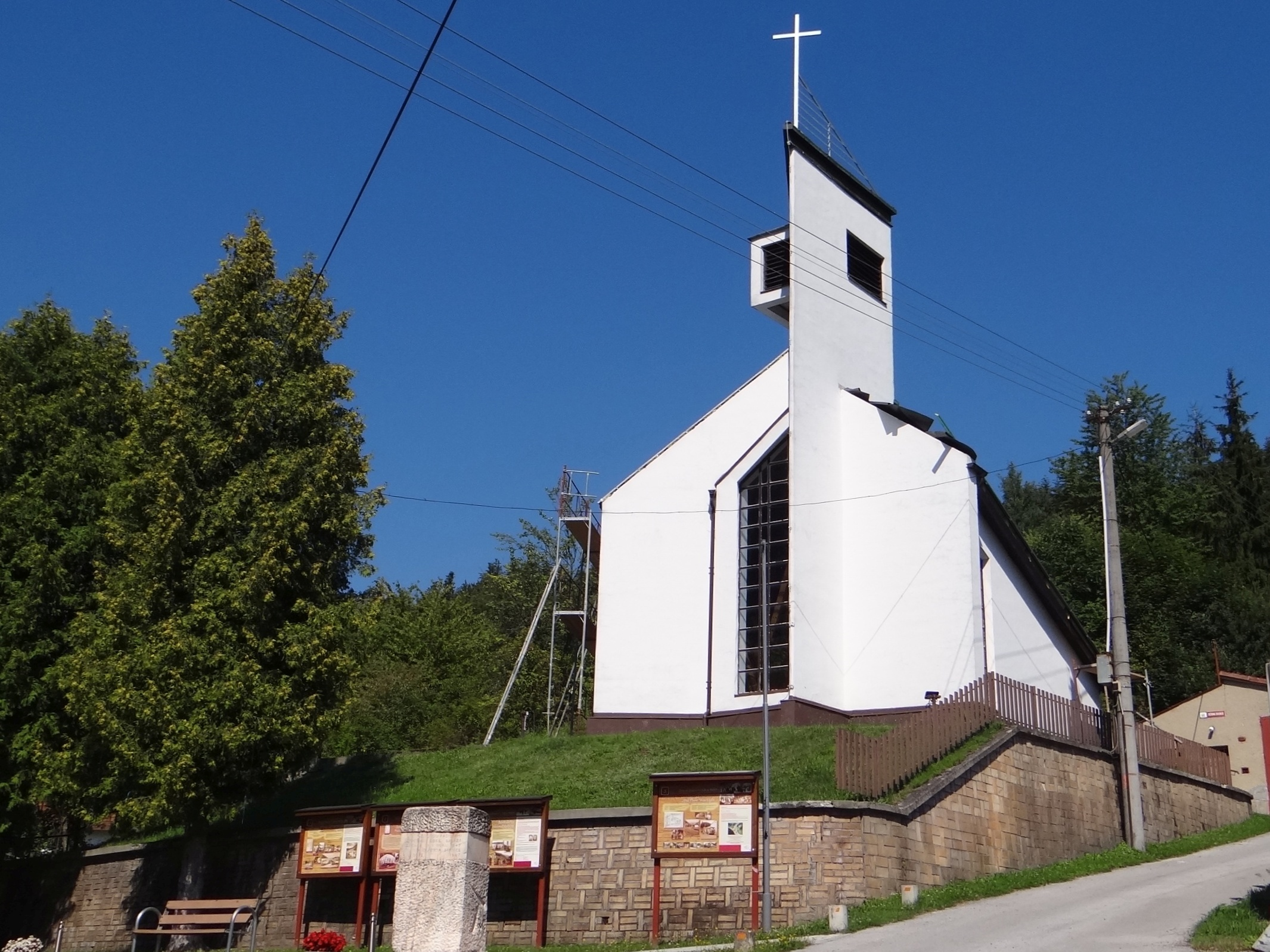
Templom

- A Szlovák nemzeti felkelés emlékműve.

## Lásd még
- Kallós